# Akaciahonung
Akaciahonung är en honung som till stor del innehåller nektar från robinia (Robinia pseudoacacia). Att den fått namnet akaciahonung, trots att nektarn inte kommer från akaciasläktets arter, beror på robinas vetenskapliga artnamn som betyder falsk akacia. Växten har tidigare kallats falsk akacia även på svenska.
Akaciahonung produceras främst i Ungern[källa behövs], har en fin smak och är guldgul till färgen. Den håller sig naturligt flytande genom sin höga halt av fruktsocker.